# Симсон, Татьяна Павловна
Татьяна Павловна Симсон (1892 — 22 февраля 1960) — российский и советский детский психиатр, одна из основополжников детской психиатрии в России, профессор, доктор медицинских наук. Заместитель директора Института психиатрии (1945—1950), руководитель отдела детской психиатрии (1945—1960).

## Биография
Татьяна Симсон родилась в Калуге. В 1915 году окончила медицинский факультет Московских высших женских курсов, где психиатрию преподавал Н. Н. Баженов. После окончания обучения работала интерном в Преображенской больнице, затем ассистентом психиатрической клиники 2-го Московского государственного университета (прежде Московсие высшие женские курсы).
В 1925 году она перешла в психиатрическую клинику Первого Московского мединститута, где работала под руководством П. Б. Ганнушкина. В клинике мединститута Симсон прошла 15-летний путь от ассистента и доцента до сверхштатного профессора.
Детской психиатрией начинала заниматься под руководством О. Б. Фельцмана, одного из первых специалистов в этой области в России.
В 1941—1944 гг. Т. П. Симсон была научным руководителем 1-й Московской психоневрологической больницы (ныне ПКБ № 4 им. П. Б. Ганнушкина). С 1945 г. и до последних дней жизни они заведовала детским отделением в Институте психиатрии АМН СССР; в течение пяти лет работала заместителем директора по научной части института.
Умерла в 1960 году в Москве, похоронена там же на Новодевичьем кладбище (4 уч. 14 ряд).

## Вклад в детскую психиатрию
Татьяна Симсон вместе с М. М. Моделем и коллективом учеников создала новый раздел в отечественной психиатрии — психиатрию раннего детского возраста. Симсон первая подробно описала шизофрению в раннем детском возрасте. Она изучала эпидемический энцефалит у маленьких детей, а также гриппозный вирусный энцефалит и психотические состояния при гриппе, тифе, кори, ревматизме. Благодаря научной и общественной деятельности Симсон дети, имеющие поведенческие девиации вместо того, чтобы быть помещенными в учреждения пенитенциарной системы, получали помощь и лечение, за которыми следовали реабилитация и попытки социальной интеграции.

## Семья
Отец — Павел Фёдорович Симсон — русский педагог, директор Тверской, Калужской и Елецкой гимназий; краевед, историк, археограф и библиофил.
Муж — Моисей Маркович Модель (1886—1950), врач-педиатр, невропатолог, доктор медицинских наук. Соавтор научных работ Т. П. Симсон.

## Награды
- Орден Ленина
- Орден «Знак Почёта»
- Медаль «За доблестный труд в Великой Отечественной войне 1941—1945 гг.»

## Список публикаций
1. Симсон Т. П. Гидроцефалия / Д-р Т. Симсон, консультант Моск. п/отд. охраны младенчества и материнства. — М. : Отд. охраны материнства и младенчества Наркомздрава, [1925]. — 10 с.
2. Симсон Т. П. Невропатии, психопатии и реактивные состояния младенческого возраста / Прив.-доц. Т. Симсон. — Л. : Госуд. медиц. изд-во, 1929. — 256 с.
3. Психоневрология детского возраста / Т. П. Симсон, М. М. Модель, Л. И. Гальперин. — Москва ; Ленинград : Биомедгиз, 1935 ([М.] : 16 тип. треста «Полиграфкнига»). — 369 с.
4. Симсон Т. П. Формы и содержание конкретной работы с «трудными» детьми в детской консультации / доц. Т. Симсон, педагог В. Бельтихина ; Гос. центр. науч.-иссл. ин-т охраны материнства и младенчества НКЗ РСФСР. — Москва : Центр. науч.-иссл. ин-т охраны материнства и младенчества НКЗ, 1935 (тип. «Путь Октября»). — 18 с.
5. Симсон Т. П. Как бороться с детской нервностью. — Москва : Ин-т санитарного просвещения, 1947. — 31 с.
6. Симсон Т. П. Шизофрения раннего детского возраста / Т. П. Симсон ; Акад. мед. наук СССР. Ин-т психиатрии. — Москва : Акад. мед. наук СССР, 1948 (Л. : тип. газ. «Тревога»). — 136 с.
7. Симсон Т. П. Детская нервность и ее предупреждение / Проф. Т. П. Симсон ; Моск. обл. отд. здравоохранения. Метод. станция сан. просвещения. — Москва : Тип. изд-ва «Моск. большевик», 1949. — 24 с.
8. Нервно-психические нарушения при кори / проф. М. Модель, проф. Т. Симсон. — Москва : Медгиз, 1952. — 100 с.
9. Симсон Т. П. Как обеспечить ребенку здоровый сон / Проф. Т. П. Симсон. — Москва : Медгиз, 1955. — 10 с.
10. Ревматические энцефалиты в детском возрасте : (Клиника, патофизиология, лечение) / М. М. Модель, Т. П. Симсон. — Москва : Медгиз, 1956. — 188 с.
11. Симсон Т. П. Неврозы у детей, их предупреждение и лечение. — Москва : Медгиз, 1958. — 216 с.